# Rally San Froilán de 1988
El Rally San Froilán de 1988 fue la décima edición y la octava ronda de la temporada 1988 del Campeonato de España de Rally. Se celebró del 7 al 9 de octubre y contó con un itinerario de dieciocho tramos que sumaban un total de 206 km cronometrados.
Salvador Servià y Josep Bassas protagonizaron un duelo muy igualado hasta el punto que llegaron al último tramo con el mismo tiempo. De esta manera Servià atacó más que su rival y venció por una diferencia de solo seis segundos no sin antes sufrir varios contratiempos. Primero tuvo que recibir un piñón desde Italia y luego durante la carrera rompió la estabilizadora trasera primero y la servodirección después. Bassas también acusó problemas, en su caso físicos debido a un accidente de tráfico previo. Aun así consiguió liderar tras la primera sección con tres segundos de ventaja sobre Servià que redujo distancias en la segunda. Carlos Sainz no acudió a Lugo por estar disputando el Rally de San Remo lo que permitió a Servià acudir a las dos últimas citas con más opciones a la lucha por el título. 
La tercera plaza del podio fue para Cele Foncueva, a casi doce minutos de los dos primeros, que también ganó en la Copa Renault 5 GT Turbo. En cuarta posición terminó Josep María Bardolet con su Citroën AX Sport a pesar de algunos problemas de carburación. La prueba tuvo muchos abandonos, caso de Roland Holke por avería; Josep Arqué por un fuerte accidente; Beny Fernández por rotura de la mangueta o Borja Moratal tras salirse de la carretera.

## Clasificación final
| Pos. | Piloto               | Copiloto           | Automóvil              | Tiempo    | Diferencia |
| ---- | -------------------- | ------------------ | ---------------------- | --------- | ---------- |
| 1.   | Salvador Servià      | Jordi Sabater      | Lancia Delta Integrale | 2:05:23.0 | 0.0        |
| 2.   | Pep Bassas           | Antonio Rodríguez  | BMW M3 E30             | 2:05:29.0 | +6.0       |
| 3.   | Cele Foncueva        | Salvador Belzunces | Renault 5 GT Turbo     | 2:17:08.0 | +11:45.0   |
| 4.   | Josep María Bardolet | Pilar Compte       | Citroën AX Sport       | 2:17:43.0 | +12:20.0   |
| 5.   | José Piñón           | Enrique Prats      | Renault 5 GT Turbo     | 2:20:43.0 | +15:20.0   |
| 6.   | Alfonso Fernández    | Guillermo Díez     | Renault 5 GT Turbo     | 2:20:43.0 | +15:20.0   |
| 7.   | Evangelino Otero     | Ventura Giménez    | Renault 5 GT Turbo     | 2:21:04.0 | +15:41.0   |
| 8.   | Josep Teixidor       | Lluis Teixidor     | Peugeot 205 GTI        | 2:22:33.0 | +17:10.0   |
| 9.   | Sergio Vallejo       | Cristóbal Rasilla  | Peugeot 309 GTI        | 2:25:39.0 | +20:16.0   |
| 10.  | Jesús Sáiz           | Javier Robledano   | Peugeot 205 GTI 1.9    | 2:26:54.0 | +21:31.0   |